# Kornel Haim
Kornel Haim (16. února 1915 – 18. července 1963) byl slovenský a československý právník a politik Komunistické strany Slovenska a poválečný poslanec Ústavodárného Národního shromáždění a Národního shromáždění ČSR.

## Biografie
V roce 1939 vystudoval práva na Univerzitě v Bratislavě. V roce 1940 se v slovenském tisku zmiňovalo, že Kornel Haim, rodem z Dolné Súče, bude 16. března 1940 promován na doktora práv.
Po parlamentních volbách v roce 1946 byl zvolen poslancem Ústavodárného Národního shromáždění za KSČ. Mandát ale nabyl až dodatečně počátkem roku 1948 poté, co tragicky zemřela poslankyně Mária Turková. V parlamentu setrval do konce funkčního období, tedy do voleb do Národního shromáždění roku 1948, v nichž byl zvolen do Národního shromáždění za KSČ ve volebním kraji Trenčín. Mandát si podržel až do konce funkčního období, tedy do voleb do Národního shromáždění roku 1954.
V letech 1947 a 1948 se uvádí jako člen Ústředního výboru KSS. V roce 1951 působil jako přednosta politického odboru úřadu předsednictva Sboru pověřenců.